# Saffierkeelkolibrie
De saffierkeelkolibrie (Chrysuronia coeruleogularis synoniem: Lepidopyga coeruleogularis) is een vogel uit de familie Trochilidae (kolibries).

## Verspreiding en leefgebied
Deze soort komt voor in Panama en Colombia en telt drie ondersoorten:
- C. c. coelina: westelijk Panama.
- C. c. coeruleogularis: oostelijk Panama en noordwestelijk Colombia.
- C. c. confinis: noordelijk Colombia.

## Status
De grootte van de populatie is in 2019 geschat op 50-500 duizend volwassen vogels. Op de Rode lijst van de IUCN heeft deze soort de status niet bedreigd.  